# Big Rock

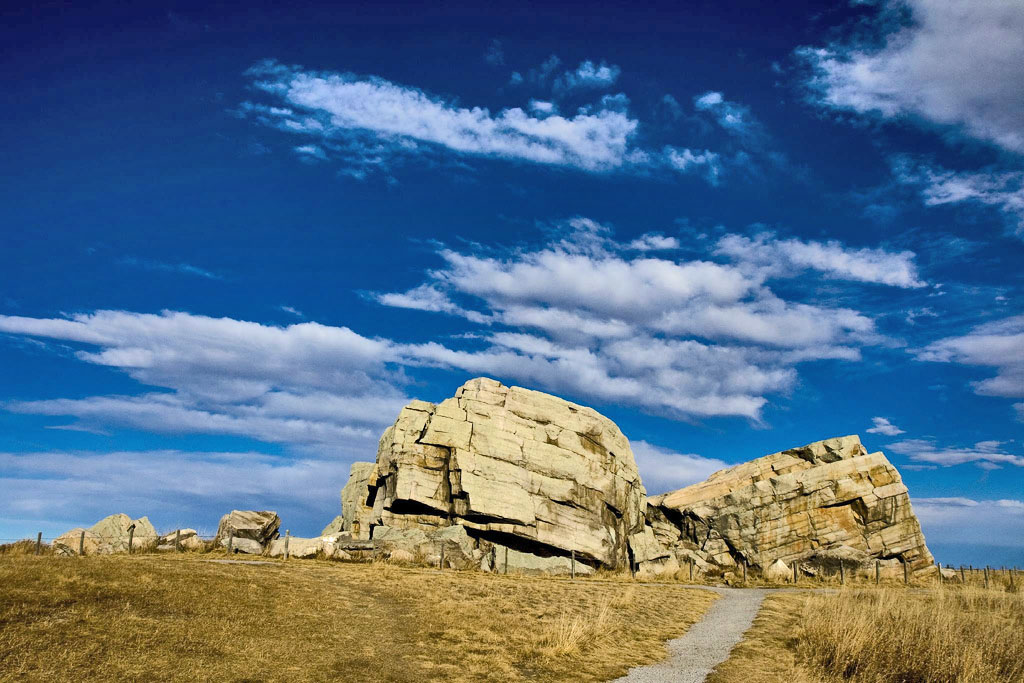
Big Rock oder Okotoks Erratic

Big Rock oder Okotoks Erratic ist ein erratischer Block nahe Calgary in der kanadischen Provinz Alberta. Er gilt als einer der größten Findlinge der Welt.

## Lage und Geologie
Der Geologe James Hector, der den Stein 1863 untersuchte, hielt ihn aufgrund seiner Größe für den Teil eines unterirdischen Gebirgszuges. Der Big Rock ist ein erratischer Block im Foothills Erratics Train, einer Gruppe tausender lose hintereinanderliegender Steinen. Von erratischen Blöcken wird gesprochen, wenn sie als Findlinge überaus groß sind. Die Findlinge erstrecken sich in einem schmalen, etwa 580 Kilometer langen Band vom Athabasca Valley bis zum östlichen Ende der Foothills bei Montana. Big Rock befindet sich am Highway 7 zwischen den Städten Okotoks und Black Diamond, etwa 18 Kilometer südlich der Großstadt Calgary.
Der Okotoks Erratic bestand ursprünglich aus einem Sedimentgestein, einem Quarzsandstein aus kleinen, miteinander verkitteten Quarzkörnern. Dieses Gestein hatte seinen Ursprung im Kambrium, namentlich einem Zeitraum von vor 542 bis 488,3 Millionen Jahren. Die Verfestigung des Sandes entstand durch den Druck neuer Sedimentschichten in dem Gebiet des späteren Flachmeeres Western Interior Seaway. Durch den Druck auflagernder Schichten und Hitze verfestigte sich der Sandstein zu einem neuen Gestein, einem Quarzit. Quarzite sind Umwandlungsgesteine und zählen zu den härtesten Gesteinen, da sie nahezu nur aus Quarz bestehen. Der Big Rock ist stark zerklüftet und bietet daher Verwitterungsprozessen Angriffsflächen.

## Geschichte
Durch einen Erdrutsch vor etwa 18.000 Jahren brachen einige tausend unterschiedlich große Felsteile der Rocky Mountains in der Gegend des heutigen Jasper-Nationalparks ab und fielen auf die Oberfläche des darunter liegenden Gletschers herab. Bei diesem riesigen Gletscher handelte es sich um den Kordilleren-Eisschild, der große Teile Nordamerikas bedeckte. Der Gletscher transportierte die Felsteile auf seinem Rücken Hunderte Kilometer entlang der Rocky Mountains in südöstliche Richtung. Nach dem Abschmelzen des Eisschildes blieb der Big Rock schließlich an seinem heutigen Standort in flacher Prärie als Findling liegen. Die nahegelegene Stadt Okotoks ist nach ihm benannt. In der Sprache der in dieser Region beheimateten Ureinwohner, der Schwarzfußindianer, bedeutet Okotoks (o'kotok) Großer Felsen. Er diente ihnen als Wegmarke für die Querungsstelle durch den nahen Sheep River. In den 1970er Jahren wurde der Okotoks Erratic offizielle historische Stätte der Provinz Alberta. Der Felsen lag lange auf privatem Grund, bis die Provinz das Land 1987 aufkaufte.
Das Gewicht des Big Rocks wird auf rund 15.000 bis 16.000 Tonnen geschätzt. Er misst eine Länge von 41 Metern, eine Breite von 18 Metern und ist 9 Meter hoch. Im Laufe der Zeit zerfiel er infolge Erosion verbunden mit Frost in zwei große und einige kleinere Teile.
Big Rock gilt als Ausflugsziel und als Touristenattraktion. Entgegen den Bitten der zuständigen Behörden wird er trotz der Gefahr von weiterem Zerfall häufig als Kletterfelsen benutzt. Zusätzlich werden durch das Besteigen historische indianische Felsritzungen in ihrem Bestand bedroht.

## Sage
Um den Steinblock rankt sich eine Legende um eine Begegnung mit Napi. Napi (auch Napa oder Old-man) vereint Eigenschaften einer Gottheit (Schöpfer der Welt, mit allen ihren „Fehlern“) aber auch viel Menschliches in sich; er tritt teils helfend, aber auch schadend, als Betrüger oder Schalk in Erscheinung. So legte Napi bei großer Hitze seinen Mantel auf den Big Rock und versprach dem Findling, bevor er weiter wanderte, dass er ihn behalten könne. Kurz darauf begann es zu regnen und Napi kehrte zurück um sich den Mantel auszuleihen. Als der Fels sich weigerte, wurde Napi ärgerlich, nahm einfach den Mantel und ging. Da hörte er ein lautes Gerumpel hinter sich und sah, dass der Felsen ihn verfolgte. Er rannte davon und seine Freunde, Bison, Hirsch und Gabelbock wurden zerquetscht, als sie ihm helfen wollten. Da bat Napi einige Fledermäuse um Hilfe. Sie attackierten den rollenden Felsen und eine traf ihn in der Mitte und spaltete ihn in zwei Teile.

## Sonstiges
Die Big Rock Brewery in Calgary verwendet seit ihrer Gründung 1985 den Big Rock als Markenname und Sympathieträger.